# Canton de Perpignan-2
Le canton de Perpignan-2 est une circonscription électorale française située dans le département des Pyrénées-Orientales et la région Occitanie.

## Histoire
Le canton de Perpignan-II a été créé lors du démembrement des cantons de Perpignan-Ouest et Perpignan-Est en 1973.
Sa composition est modifiée par le décret no 85-149 du 31 janvier 1985 créant le canton de Saint-Estève.
Par décret du 26 février 2014, le nombre de cantons du département est divisé par deux, avec mise en application aux élections départementales de mars 2015. Le canton de Perpignan-2 est conservé et voit ses limites territoriales remaniées.

## Représentation

### Conseillers généraux de 1973 à 2015
| Période                                  | Période           | Identité                                  | Étiquette           | Qualité |
| ---------------------------------------- | ----------------- | ----------------------------------------- | ------------------- | --- |
| 1973                                     | 1992              | Jacques Farran                            | DVD puis UDF-PR     | Directeur de sociétés Député (1986-1993) Adjoint au maire de Perpignan (1977-1983) Vice-président du conseil général                      |
| 1992                                     | 1998              | Bernard Nicolau                           | UDF-PR              | Médecin Adjoint au maire de Perpignan |
| 1998                                     | 1999 (annulation) | Henri Carbonell                           | UDF-FD              | Chef d'entreprise Adjoint au maire de Perpignan (1993-2008)                                                                               |
| 2000                                     | 2004              | Madeleine Carbonell (épouse du précédent) | UDF                 | |
| 2004                                     | 2011              | Henri Carbonell                           | UMP                 | Adjoint au maire de Perpignan (1993-2008) Suppléant du député François Calvet (2002-2007) Suppléant du député Jean-Paul Alduy (2007-2012) |
| 2011                                     | 2015              | Jean-Louis Chambon                        | PS puis DVG puis SE | Maire de Canohès Élu en 2015 dans le Canton de Perpignan-5                                                                                |
| Les données manquantes sont à compléter. |                   |                                           |                     | |

#### Élection de 2004
Les élections cantonales de 2004 ont eu lieu les dimanches 21 et 28 mars 2004. 
Abstention : 43,76 % au premier tour ; 39,90 % au second tour.
| Candidat        | Parti | %       | Voix |
| --------------- | ----- | ------- | ---- |
| Henri Carbonell | UMP   | 58,73 % | 1792 |
| Isidore Olive   | PS    | 41,27 % | 1259 |

### Conseillers départementaux depuis 2015
| Période élective | Période élective | Mandat | Mandat   | Identité        | Nuance | Nuance | Qualité |
| ---------------- | ---------------- | ------ | -------- | --------------- | ------ | ------ | --- |
| 2015             | 2021             | 2015   | 2021     | Joëlle Anglade  |        | UDI    | Adjointe au maire de Perpignan déléguée au quartier Est (2014-2020)                                                          |
| 2015             | 2021             | 2015   | 2021     | Jean Sol        |        | LR     | Directeur des Soins Sénateur des Pyrénées-Orientales (depuis 2017) Ancien conseiller municipal de Bompas, conseiller sortant |
| 2021             | 2028             | 2021   | en cours | Laurence Ausina |        | LR     | Professeure des écoles Maire de Bompas                                                                                       |
| 2021             | 2028             | 2021   | en cours | Jean Sol        |        | LR     | Directeur des Soins Sénateur des Pyrénées-Orientales (depuis 2017), conseiller sortant                                       |

En 2021, Joëlle Anglade a quitté l'UDI pour Horizons. Et Jean Sol, il préside le groupe d'opposition (LR-DVD) au conseil départemental.

### Résultats détaillés

#### Élections de mars 2015
À l'issue du 1er tour des élections départementales de 2015, deux binômes sont en ballottage : Robert Ascensi et Irina Kortánek (FN, 37,48 %) et Joëlle Anglade et Jean Sol (UMP, 32,76 %). Le taux de participation est de 54,19 % (12 349 votants sur 22 787 inscrits) contre 55,72 % au niveau départemental et 50,17 % au niveau national.
Au second tour, Joëlle Anglade et Jean Sol (UMP) sont élus avec 56,08 % des suffrages exprimés et un taux de participation de 55,99 % (6 495 voix pour 12 757 votants et 22 786 inscrits).
Joëlle Anglade, ancienne LR-UDI, a été candidate LREM aux dernières élections sénatoriales.

#### Élections de juin 2021
Le premier tour des élections départementales de 2021 est marqué par un très faible taux de participation (33,26 % au niveau national). Dans le canton de Perpignan-2, ce taux de participation est de 35,23 % (8 139 votants sur 23 104 inscrits) contre 35,53 % au niveau départemental. À l'issue de ce premier tour, deux binômes sont en ballottage : Laurence Ausina et Jean Sol (Union à droite, 36,47 %) et Alain Cavalière et Katia Lucas Geoffroy (RN, 35,18 %).
Le second tour des élections est marqué une nouvelle fois par une abstention massive équivalente au premier tour. Les taux de participation sont de 34,36 % au niveau national, 38,03 % dans le département et 38,79 % dans le canton de Perpignan-2. Laurence Ausina et Jean Sol (Union à droite) sont élus avec 57,57 % des suffrages exprimés (4 695 voix pour 8 963 votants et 23 106 inscrits),,. 

## Composition

### Composition de 1973 à 1985
Le canton de Perpignan-II était formé de la portion du territoire de la ville de Perpignan située sur la rive droite de la rivière La Têt, déterminée par l'axe des voies ci-après : route nationale n° 617, Perpignan—Canet (avenue Rosette-Blanc), rues Marcel-Proust et Anne-de-Noailles, portion Ouest de l'avenue Jean-Mermoz, rues Chasserriau et Paul-Valéry, boulevard du Colonel-Cayrol, rue Saint-Exupéry, avenue Guynemer, rue Waldeck-Rousseau, place Jean-Moulin et place des Esplanades, rues Petite-la-Réal et du Théâtre, place de la République, rue Jean-Jacques-Rousseau, rues de l'Argenterie, des Marchands et Louis-Blanc, place de Verdun, place de la Victoire et place de la Résistance, avenue du Général-Leclerc, avenue de Grande-Bretagne (jusqu'à la rue de la Rivière incluse) et par les limites avec les communes de Canet, à l'Est, et de Cabestany, au Sud.

### Composition de 1985 à 2015
Le canton de Perpignan-2 (Saint-Jacques) était formé de la portion du territoire de la ville de Perpignan définie par l'axe de la rivière La Têt et par l'axe des voies ci-après : rue de la Rivière, avenue de la Grande-Bretagne, avenue du Général-Leclerc, place de la Résistance, place de la Victoire, place de Verdun, rué Louis-Blanc, rue des Marchands, rue des Trois-Journées, rue de l'Argenterie, rue Jean-Jacques-Rousseau, place de là République, rue du Théâtre, place Rigaud, rue Petite-la-Réal, place des Esplanades, place Jean-Moulin, rue Waldeck-Rousseau, avenue Guynemer, nie Saint-Exupéry, boulevard du Colonel-Cayrol, rue Paul-Valéry, rue Chassériau, avenue Jean-Mermoz, rue Paul-Rubens, rue Anna-de-Noailles, rue Marcel-Proust et son prolongement jusqu'à l'avenue Rosette-Blanc, avenue Rosette-Blanc, boulevard Jean-Bourrat, boulevard Wilson, place du Colonel-Cayrol, cours Palmarole, rue Ducup-de-Saint-Paul jusqu'à l'axe de la rivière La Têt.
Quartiers de Perpignan inclus dans le canton :
- Centre-ville (partie est)
- Saint-Jacques
- Saint-Jean
- La Bassa
- Les Remparts

### Composition depuis 2015
| Nom                               | Code Insee | Intercommunalité                    | Superficie (km2) | Population (dernière pop. légale)                 | Densité (hab./km2) | Modifier                                    |
| --------------------------------- | ---------- | ----------------------------------- | ---------------- | ------------------------------------------------- | ------------------ | ------------------------------------------- |
| Perpignan (bureau centralisateur) | 66136      | CU Perpignan Méditerranée Métropole | 68,07            | Fraction : 15 297 (2022) Commune : 120 996 (2022) | 1 778              | modifier les données · modifier les données |
| Bompas                            | 66021      | CU Perpignan Méditerranée Métropole | 5,70             | 7 712 (2022)                                      | 1 353              | modifier les données · modifier les données |
| Sainte-Marie-la-Mer               | 66182      | CU Perpignan Méditerranée Métropole | 10,29            | 4 749 (2022)                                      | 462                | modifier les données · modifier les données |
| Villelongue-de-la-Salanque        | 66224      | CU Perpignan Méditerranée Métropole | 7,21             | 3 318 (2022)                                      | 460                | modifier les données · modifier les données |
| Canton de Perpignan-2             | 6607       |                                     |                  | 31 076 (2022)                                     |                    | modifier les données                        |

Le canton est désormais composé de :
1. trois communes entières,
2. la partie de la commune de Perpignan située à l'est de l'axe des voies et limites suivantes : depuis la limite territoriale de la commune de Bompas, au sud du Têt et à l'est de la Bassa, la passerelle, cours François-Palmarole, place de la Victoire, rue du Castillet, place Joseph-Sébastien-Pons, rue Pierre-de-Ronsard, rue Michel-de-Montaigne, rue Montesquieu, boulevard Jean-Bourrat, avenue Rosette-Blanc, rue Gustave-Violet, rue Aristide-Maillol, rue de Las-Cobas, rue du Rivage, rue Paul-Rubens, rue des Sept-Primadie, avenue Jean-Mermoz jusqu'à la limite territoriale de la commune de Cabestany.

## Démographie

### Démographie avant 2015
| 1975 | 1982 | 1990  | 1999  | 2006  | 2011   | 2012   |
| ---- | ---- | ----- | ----- | ----- | ------ | ------ |
| -    | -    | 9 402 | 9 230 | 9 976 | 12 313 | 13 076 |

### Démographie depuis 2015
En 2022, le canton comptait 31 076 habitants, en évolution de +2,75 % par rapport à 2016 (Pyrénées-Orientales : +3,92 %, France hors Mayotte : +2,11 %).
| 2013   | 2018   | 2022   |
| ------ | ------ | ------ |
| 29 857 | 30 019 | 31 076 |